# Petit-duc à moustaches
Megascops trichopsis
Espèce
Synonymes
- Scops trichopsis Wagler, 1832
(protonyme)
- Otus trichopsis (Wagler, 1832)

Statut de conservation UICN

 LC  : Préoccupation mineure
Statut CITES
Le Petit-duc à moustaches (Megascops trichopsis) est une espèce d'oiseaux de la famille des Strigidae.

## Répartition
Cette espèce vit en Amérique du Nord et en Amérique centrale.

## Sous-espèces
D'après la classification de référence du Congrès ornithologique international (v. 14.1), le Petit-duc à moustaches possède 3 sous-espèces (ordre phylogénique) :
- Megascops trichopsis aspersus Brewster, 1888 ;
- Megascops trichopsis trichopsis (Wagler, 1832) ;
- Megascops trichopsis mesamericanus (Van Rossem, 1932).